# Marmosa murina
Marmosa murina e вид опосум от семейство Didelphidae.
Видът е широко разпространен в Южна Америка от Колумбия до Източна Бразилия, включително и Тринидад и Тобаго на надморска височина до 1300 m.
Тези двуутробни са силно свързани с влажни местообитания и тропически вечнозелени гори. Среща се и в райони променени от човешката ръка като ниви, овощни градини и населените места.
Представителите на вида са дървесни, нощни и насекомоядни. Дължината на тялото е 11 – 14,5 cm, на опашката 13,5 – 21 cm. Тяхната диета се състои от близо две трети от насекоми и други дребни животни и една трета от плодове. Женските допускат мъжкия само по време на разгонване. Чифтосването продължава няколко часа, а бременността е с продължителност тринадесет дни. Раждат от 5 до 10 малки. Женските изграждат гнездо от листа. Малките се отбиват при тегло около 12 грама.